# (200390) 2000 RE18
(200390) 2000 RE18 es un asteroide perteneciente al cinturón de asteroides descubierto el 1 de septiembre de 2000 por el equipo del Lincoln Near-Earth Asteroid Research desde el Laboratorio Lincoln, Socorro, Nuevo México, Estados Unidos.

## Designación y nombre
Designado provisionalmente como 2000 RE18.

## Características orbitales
2000 RE18 está situado a una distancia media del Sol de 2,417 ua, pudiendo alejarse hasta 2,811 ua y acercarse hasta 2,023 ua. Su excentricidad es 0,162 y la inclinación orbital 5,228 grados. Emplea 1372,91 días en completar una órbita alrededor del Sol.

## Características físicas
La magnitud absoluta de 2000 RE18 es 16,3. 